# Alcàmenes d'Atenes

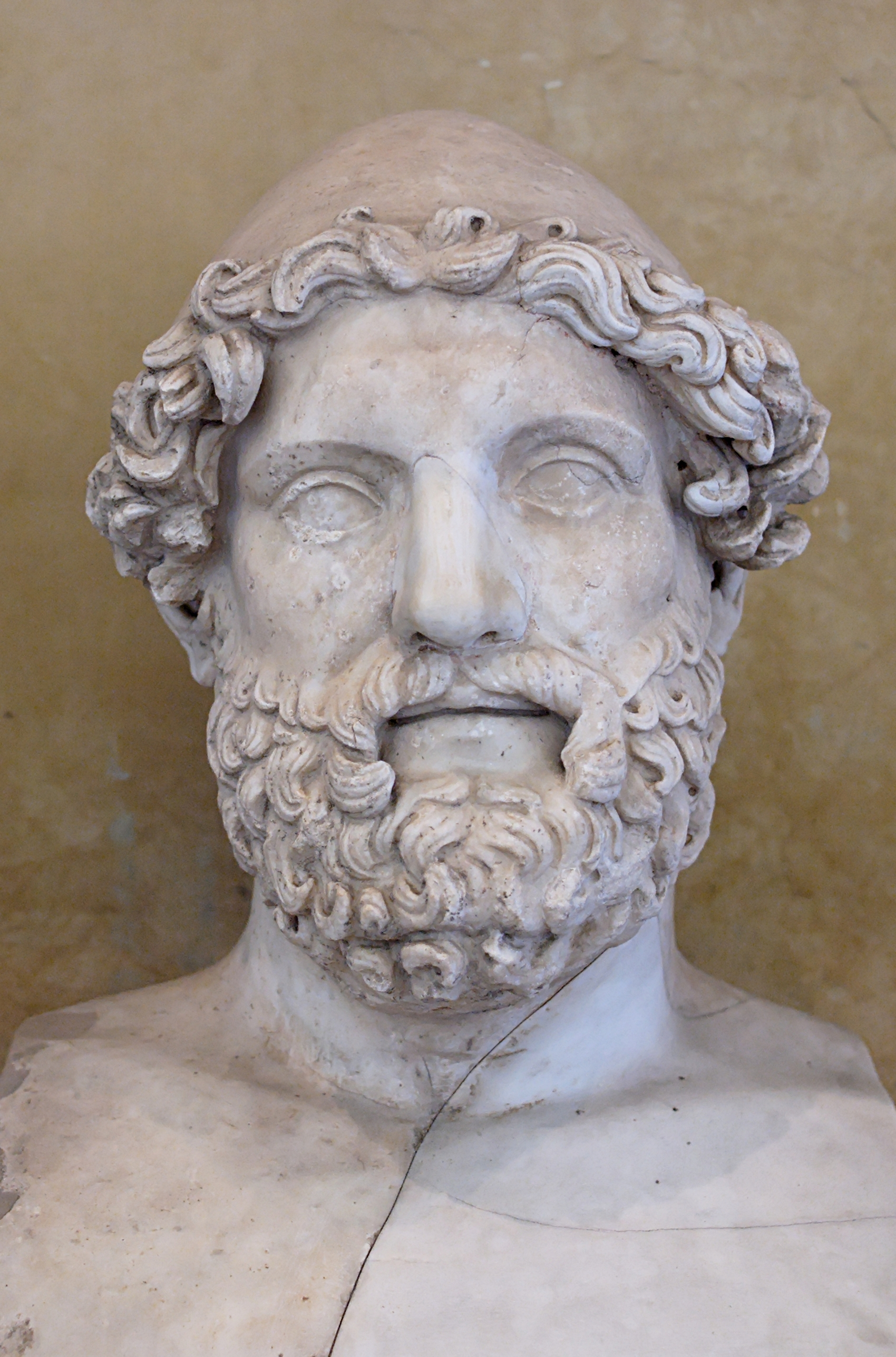
Còpia romana d'un Hermes (o potser Hefest) atribuït a Alcàmenes

Alcàmenes (grec antic: Ἀλκαμένης, llatí: Alcamenes) fou un escultor de l'antiga Grècia contemporani de Fídies (segona meitat del segle iv aC). Segons la font és considerat nascut a Atenes o a Lemnos.
Se suposa que fou l'autor d'una estàtua de Dionís en or i ivori al temple de Dionís. Pausànies el considera el segon artista més gran després de Fídies i li atribueix, amb reserves, el grup d'Atena i Hèracles, a Tebes i les escultures del frontó occidental al temple de Zeus a Olímpia, però probablement això és un error.
Altres obres que li són atribuïdes són l'Afrodita dels jardins, el grup d'Hècate Epipirgidia, un Ares, un Dionís, un Asclepi a Mantinea, un atleta de bronze de nom Ecrinòmenos i altres, però cap d'elles ho és del cert, ja que només en resten còpies d'època romana. El treball més reconegut és una estàtua de Venus de la que es diu que el mateix Fídies va fer els retocs finals.
Altres treballs són probablement: una estàtua de Mart al temple d'aquest deu a Atenes, una estàtua d'Hefest; i una Procne a l'Acròpoli. En una còpia romana es va trobar la inscripció «Q. Lollius Alcamenes dec. Et duumvir» que se suposa fou feta per un descendent seu, esclau i després llibert de la família Lòl·lia i decurió i duumvir d'algun municipi. És difícil identificar les obres amb seguretat, car només subsisteixen còpies de l'època romana.